# Simon Moutquin
Simon Moutquin, né le 3 septembre 1987 à Ottignies-Louvain-la-Neuve, est un homme politique belge, membre du parti Ecolo.
Simon Moutquin travaillait pour l'Association belgo-palestinienne de 2014 à 2019.

## Biographie
Simon Moutquin a grandi à Gentinnes dans la commune de Chastre. Durant sa jeunesse, il a notamment été animateur et formateur du mouvement de jeunesse de son village.

## Parcours scolaire et professionnel
De 2008 à 2011, Simon Moutquin suit un bachelier d'agrégation en sciences humaines à l'Institut supérieur de pédagogie Galilé. Il enchaîne avec un master en sciences de la population et du développement à l'Université Libre de Bruxelles, dont il ressort diplômé avec distinction en 2013.
Après quelques années d'enseignement en tant que professeur d'histoire-géographie à Cureghem, il rejoint en 2014 l'Association belgo-palestinienne (ABP), une association qui défend et promeut les droits humains en Palestine.

## Parcours politique
En 2012, Simon Moutquin est élu conseiller communal à Chastre. Il quittera cette fonction en 2014 afin de ne pas entretenir de confusions avec sa nouvelle fonction au sein de l'Association belgo-palestinienne. 
En 2018, il devient tête de liste Ecolo de la province du Brabant wallon pour les élections législatives. À l'issue de ces dernières, il est élu et intègre le groupe Ecolo-Groen à la Chambre des représentants.
En 2019, Simon Moutquin est mandaté comme délégué pour la Belgique au sein de l'Assemblée parlementaire du Conseil de l'Europe, une institution internationale européenne de promotion des droits humains et de la démocratie.

### Activités à la Chambre des représentants
Simon Moutquin est chargé des questions liées à la politique d'asile et de migration, à la lutte contre les violences policières, aux pays du Moyen-Orient et en particulier la Palestine, aux droits LGBT et à la lutte contre le racisme. Il est membre des commissions de l'Intérieur, des Relations Externes, de la Santé et de l'Égalité des Chances. Il a également contribué au lancement de la Commission spéciale sur le passé colonial de la Belgique au Congo, au Burundi et au Rwanda.
Avant le début de son mandat, Simon Moutquin plaçait déjà clairement la fin de l'enfermement des enfants comme priorité politique . L'enfermement de deux familles avec enfants au sein du centre fermé 127bis à Steenokkerzeel en 2018 et en 2019, avait en effet suscité l'indignation de nombreuses organisations issues de la société civile.  La détention de mineurs issus de familles en séjour irrégulier était autorisée par un arrêté royal entré en vigueur en été 2018 et initié par le Secrétaire d'État à l'Asile et à la Migration de l'époque, Theo Francken. Le Conseil d'État a par la suite suspendu cet arrêté royal et le Comité des droits de l'enfant de l'ONU a épinglé la Belgique pour violation de l'article 37 de la Convention des droits de l'enfant. Les négociations gouvernementales à la suite des élections fédérales de 2019 ont débouché sur une inscription de la fin de la détention des enfants dans l'accord de gouvernement, victoire notamment revendiquée par Simon Moutquin. En décembre 2019, il dépose ainsi une proposition de loi visant à inscrire dans la loi l'interdiction de mettre des mineurs en détention.
En mai 2020, il dépose une proposition de résolution sur la relocalisation de Mineurs Étrangers Non-Accompagnés (MENA) issus des camps de migrants des îles grecques. La Grèce faisait en effet face à un afflux important de migrants et accueillait dans ses camps plus de 40.000 migrants, alors qu’ils n'avaient officiellement de place que pour 7.000. Le Haut Commissariat des Nations unies pour les réfugiés (UNHCR) estimait à un tiers le nombre de mineurs d'âge présents dans les camps. Cette résolution est votée à l'unanimité au sein de la commission de l'Intérieur, moins l'opposition de la N-VA et du Vlaams Belang.
En juin 2020, en réaction aux intentions d'annexion d'une partie de la Cisjordanie par le gouvernement israélien, il dépose une proposition de résolution incitant le gouvernement belge à prendre des sanctions contre Israël en cas d'annexion de territoires palestiniens.
En février 2021, Simon Moutquin co-signe avec le député écologiste flamand Stefaan Van Hecke une proposition de loi visant à instaurer un rapport pour chaque contrôle d’identité effectué par la police, afin de lutter contre le profilage ethnique. Ce texte fait notamment suite à un rapport qualitatif d'Amnesty de 2018 qui dénonçait notamment que 24 fonctionnaires de police, sur un total de 48 agents interrogés, reconnaissaient l’existence du profilage ethnique au sein de la police.
Le 1er décembre 2021, à l'occasion de la Journée Mondiale de lutte contre le sida, il dépose une résolution visant à accélérer les efforts dans la riposte au VIH et à mettre fin aux inégalités qui y sont liées, afin d'atteindre les objectifs de l'ONU en la matière.
En février 2022, alors que le président égyptien Abdel Fattah al-Sissi est invité au Palais royal belge dans le cadre du Sommet Europe-Afrique qui se tenait à Bruxelles, il dénonce cette entrevue qui "ne cadre pas avec les valeurs que veut diffuser le Palais royal" et demande au Roi de "limiter la rencontre entre le Palais et le dictateur égyptien à l'unique question des droits humains en Égypte". Il annonce dans la foulée déposer une résolution visant à dénoncer la situation des droits humains en Égypte.

### Activités à l'Assemblée parlementaire du Conseil de l'Europe
Simon Moutquin fait partie de la Commission des questions sociales, de la santé et du développement durable, de la Sous-commission sur le Proche-Orient et le monde arabe et de la Sous-commission de la santé publique et du développement durable. Il est membre du groupe des socialistes, démocrates et verts.
En juillet 2020, il est nommé rapporteur pour le droit à un environnement sain par la Commission des questions sociales, de la santé et de l’environnement. Son texte examine la possibilité de placer le droit à un environnement sain au rang de droit humain par le biais d’un protocole additionnel à la Convention européenne des droits de l’homme et à la Charte sociale européenne. Son rapport est voté à l'unanimité par l'Assemblée parlementaire du Conseil de l'Europe le 29 septembre 2021.